# 古什京卡
48°48′53″N 26°11′41″E / 48.81472°N 26.19472°E
古什京卡（烏克蘭語：Гуштинка），是烏克蘭的村落，位於該國西部捷爾諾波爾州，由喬爾特基夫區負責管轄，面積1.51平方公里，海拔高度243米，2001年人口411，人口密度每平方公里271.8人。